# 勘定吟味役
勘定吟味役（かんじょうぎんみやく）は、江戸幕府において、勘定所の職務すべての監査を担当した役職である。

## 概要
勘定吟味役は勘定所に設置され、旗本・御家人から起用された。勘定所内では勘定奉行に次ぐ地位であったが、勘定奉行の次席ではなく老中直属の機関である。御定員数（おさだめいんずう、定員）は4名から6名。格式石高500石、他に役料（職務手当）300俵。平素は江戸城の中の間（なかのま）に詰めた。
勘定所は、幕府財政の収支、幕府領での年貢徴収、長崎貿易、郡代・代官の勤怠、貨幣改鋳など財政に関する事務一切を扱ったが、勘定吟味役はこれら職務すべてを監査した。財政支出を決定する際には必ず勘定吟味役の賛同を要した。老中直属であるから、勘定奉行を含め勘定所下僚に不正があった場合、ただちに老中に報告する権限を有していた。
はじめ徳川綱吉が設置し、元禄期に荻原重秀が独断で廃止したが、新井白石が再度設置した。享保期に財政担当と訴訟担当の吟味役に分離し、その後宝暦期には徳川家重の下命により、直属の部下13名をつけられ、独立した検査監査機構としての体制が整った。
幕臣は勘定吟味役になると、六位となり布衣が許される。享保の改革で足高の制ができて以降、下級幕吏が到達できるほぼ最高の役職となり、これ以上の昇格は非常にまれとなる。

## 年表
- 1682年（天和2年） ：設置
- 1699年（元禄12年）：廃止
- 1712年（正徳2年） ：再設置
- 1721年（享保6年） ：公事方と勝手方に分離
- 1758年（宝暦8年） ：吏員が増加し、機構が整う
- 1867年（慶応3年） ：廃止